# Subrinus subtilis
Subrinus subtilis är en skalbaggsart som beskrevs av Koshantschikov 1894. Subrinus subtilis ingår i släktet Subrinus och familjen Aphodiidae. Inga underarter finns listade i Catalogue of Life.